# Нітрат натрію

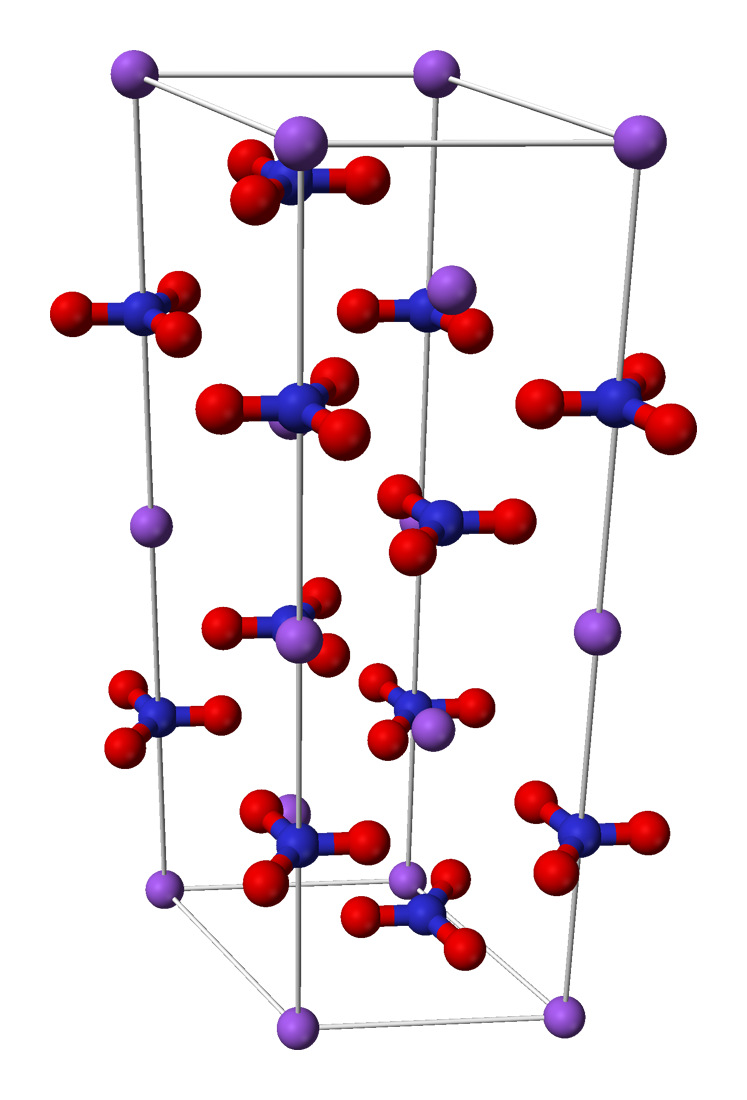

Нітрат натрію — натрієва сіль азотної кислоти з формулою складу NaNO3. Утворює мінерал нітратин (натрієва селітра або чилійська селітра) з класу нітратів, острівної будови.

## Загальний опис
Формула: NaNO3. Містить (у %): Na2O — 36,5; N2O5 — 63,5.
Сингонія тригональна. Дитригонально-скаленоедричний вид.
Форми виділення: ґрунтові вицвіти, кірки, порошкуваті маси, зрідка — зернисті агрегати і ромбоедричні, аналогічні кальциту кристали. Спайність досконала по ромбоедру. Густина 2,3. Твердість 1,5-2. Колір білий до жовтуватого, червонувато-коричневий, сірий. Блиск скляний. Крихка. Легко розчинна у воді.
Утворюється частково біогенним шляхом внаслідок діяльності ґрунтових нітробактерій, в основному за рахунок вулканічної діяльності або окиснення азоту в атмосфері при грозових розрядах і під дією інсоляції в умовах сухого клімату, коли азотна кислота, яка при цьому виникає, при потраплянні у ґрунт утворює нітрат, а при відсутності дощів і рослинності не розчиняється. Основний метод вилучення натрієвої селітри з соляних родовищ — розчинення.
Найбільші скупчення: Антофагаста, Тарапака (Чилі), штат Каліфорнія (США).
Синоніми — натронатрит, нітронатрит, нітер, нітратин, салнітер.

## Застосування
Застосовується як добриво; в харчовій, скляній, металообробній промисловості; для отримання вибухових речовин, ракетного палива і піротехнічних сумішей для додання вогню жовтого кольору. Виготовляють з природних покладів вилуговуванням гарячою водою і кристалізацією; абсорбцією розчином соди окислів азоту; обмінним розкладанням кальцієвої або аміачної селітри з сульфатом, хлоридом або карбонатом натрію.